# حمام فین

حمام فین

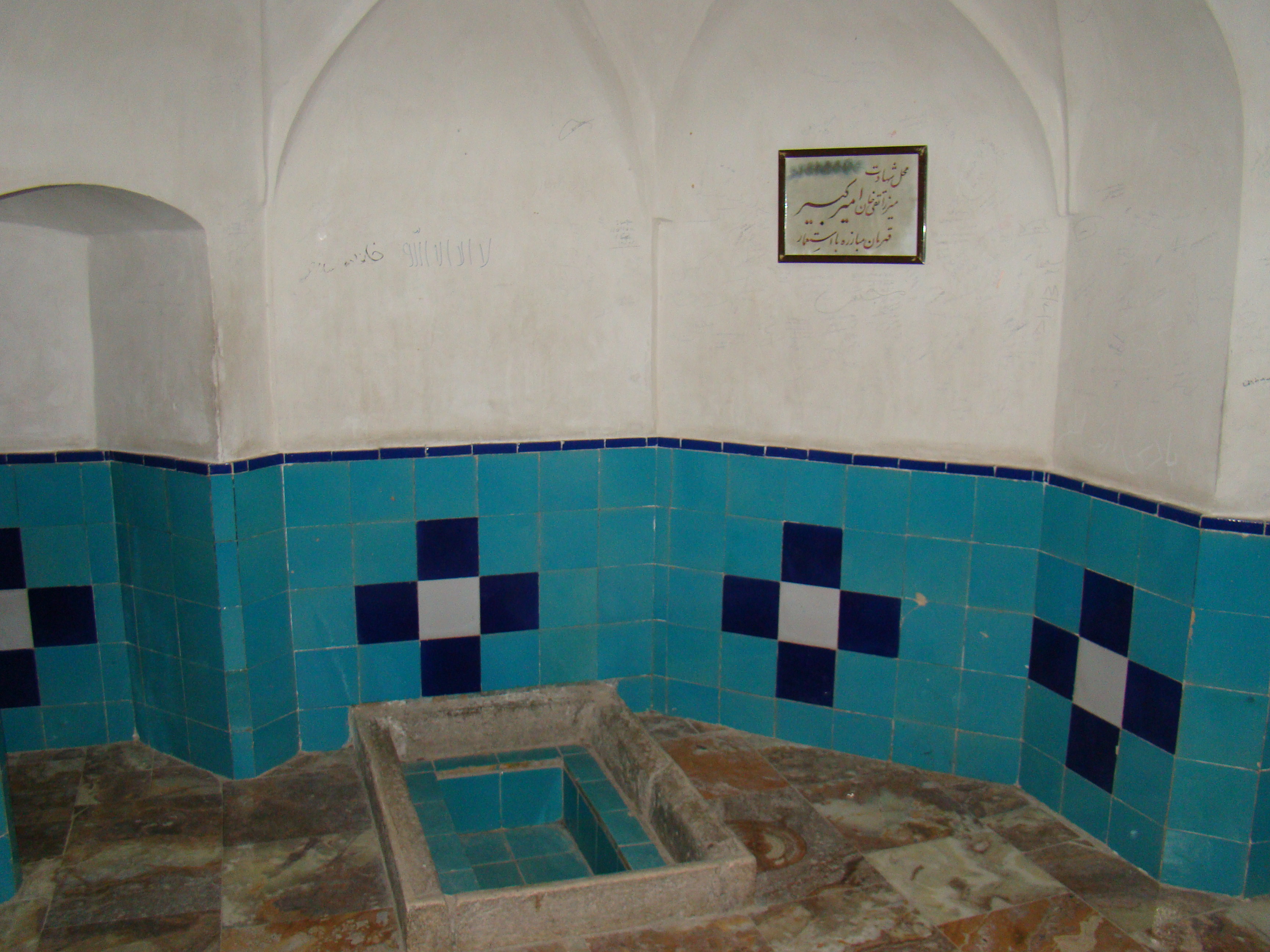
مقتل امیرکبیر در حمام فین کاشان

حمام فین در باغ فین کاشان است. این حمام قدیمی به‌دلیل قتل میرزا تقی‌خان امیرکبیر، صدراعظم ناصرالدین‌شاه قاجار مشهور است.
میراث جهانی یونسکو بنای حمام فین را در ۱۵ آذرماه سال ۱۳۱۴ خورشیدی در فهرست آثار ملی ایران به ثبت رساند. در پی تلاشی چندساله، یونسکو نیز در سال ۲۰۱۱ میلادی، باغ فین را که حمام فین نیز در آن مجموعه قرار دارد، در فهرست میراث جهانی یونسکو ثبت کرد.

## تاریخچه
در قسمت جنوبیِ باغ فین دو حمام وجود دارد که به حمام کوچک و بزرگ معروفند. حمام کوچک از آثار دورهٔ صفویه و همراه با بنای اولیهٔ باغ فین ساخته شده است. حمام بزرگ در دوران قاجاریه به‌فرمان فتحعلی‌شاه ساخته شده است.
حمام بزرگ مخصوص امرا و حمام کوچک اختصاص به استفادهٔ خُدّام داشته است.

## معماری
در هریک از حمام‌ها، قسمت‌هایی شامل ورودی، گرم‌خانه، آب‌نما، خزینه، محل نظافت و سربینه (رختکن) به‌چشم می‌خورَد. کانال‌هایی جهت تعویض آب خزینه‌ها و حوضچه‌ها در کف حمام‌ها وجود دارد. دیوار حمام‌ها با عایق رطوبتی مخصوص (ماسه، آهک یا ساروج) پوشانده شده است. این حمام دارای دالان‌ها و راهروهای زیادی است و معماری زیبایی دارد.

## قتل امیرکبیر
امیرکبیر، صدراعظم ناصرالدین‌شاه، به دستور وی (ناصرالدین‌شاه) و توسط علی خان حاجب در گرمخانهٔ حمام کوچک و در کنار حوض مرمرینی که در میان گرمخانه وجود دارد در ۲۰ دی ۱۲۳۰ هجری خورشیدی به قتل رسید.

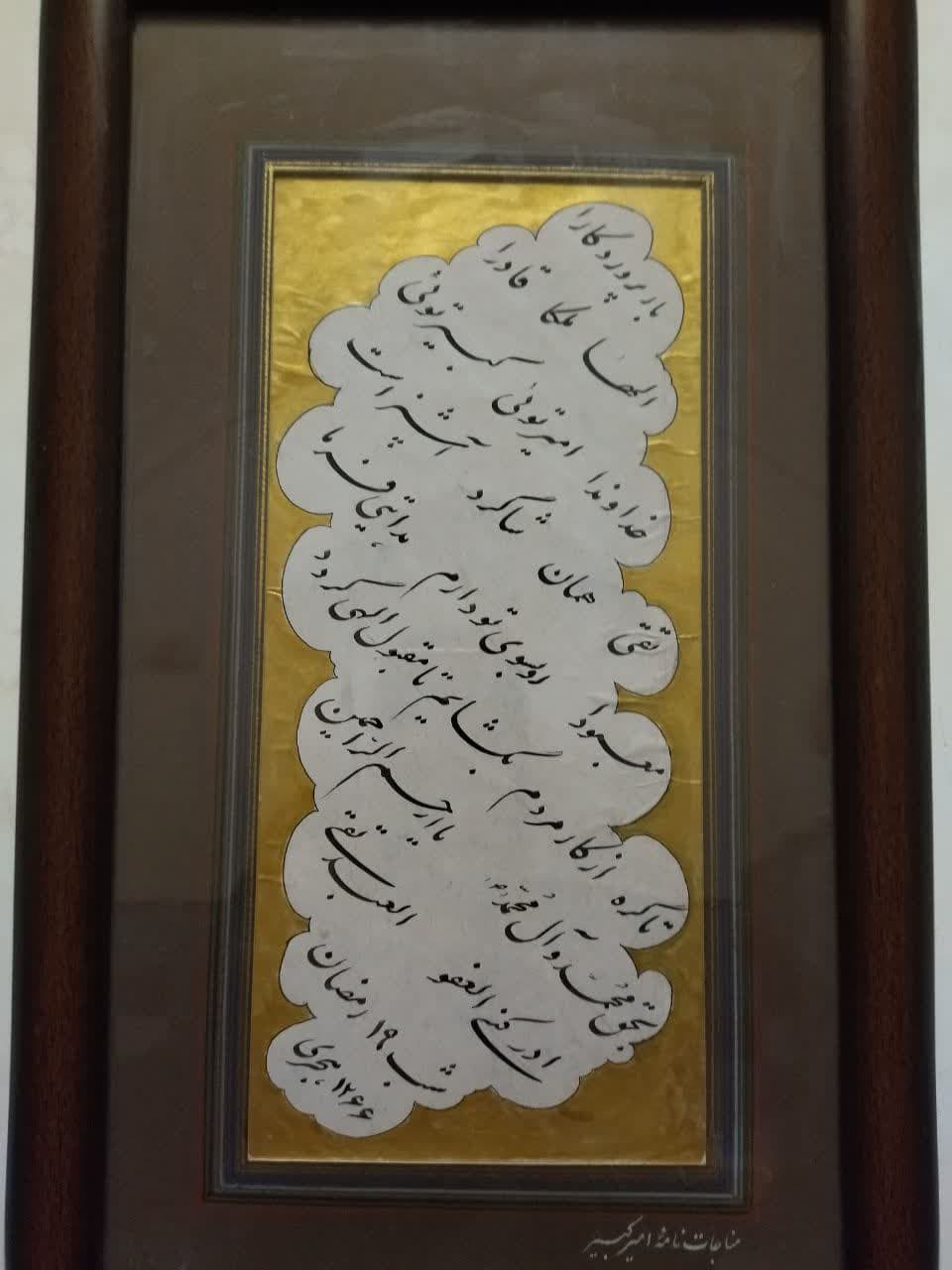
مناجات‌نامهٔ امیرکبیر